# Reprezentacja Stanów Zjednoczonych w rugby union mężczyzn
Reprezentacja Stanów Zjednoczonych w rugby mężczyzn – zespół rugby union, biorący udział w imieniu Stanów Zjednoczonych w meczach i sportowych imprezach międzynarodowych, powoływany przez selekcjonera, w którym mogą występować wyłącznie zawodnicy posiadający obywatelstwo tego kraju, mieszkający w nim, bądź kwalifikujący się ze względu na pochodzenie rodziców lub dziadków. Za jego funkcjonowanie odpowiedzialny jest USA Rugby, członek NACRA i IRB.

## Udział wPucharze Świata
- 1987 - Faza grupowa
- 1991 – Faza grupowa
- 1995 – Nie zakwalifikowała się
- 1999 – Faza grupowa
- 2003 – Faza grupowa
- 2007 – Faza grupowa
- 2011 – Faza grupowa